# Amyema glabra
Amyema glabra är en tvåhjärtbladig växtart som först beskrevs av Karel Domin, och fick sitt nu gällande namn av Danser. Amyema glabra ingår i släktet Amyema och familjen Loranthaceae. Inga underarter finns listade i Catalogue of Life.